# 王广宪
王廣憲（1941年10月—），浙江宁海人，曾任海南省政協主席，為中華人民共和國海南省第三任政協主席。
1962年10月参加工作，1973年1月加入中国共产党。现任中共海南省委副书记。
2008年，当选第十一届全国政协委员，代表中国共产党，分入第一组。并担任人口资源环境委员会副主任。